# Xantholobus coconinus
Xantholobus coconinus är en insektsart som beskrevs av Ball. Xantholobus coconinus ingår i släktet Xantholobus och familjen hornstritar. Inga underarter finns listade i Catalogue of Life.